# Albert Camus
Albert Camus (wym. [albɛʁ kamy ( odsłuchaj)]; ur. 7 listopada 1913 w Mondovi, zm. 4 stycznia 1960 w Villeblevin) – francuski pisarz, dramaturg, eseista i reżyser teatralny. Był laureatem Nagrody Nobla w dziedzinie literatury w 1957. Jest uważany za czołowego reprezentanta absurdyzmu (często błędnie uznawany za reprezentanta egzystencjalizmu, którego sam się wypierał) w literaturze i za jednego z najwybitniejszych intelektualistów Europy w II połowie XX wieku. Urodzony w Algierii Francuskiej, tworzył swoje dzieła głównie we Francji europejskiej.

## Życiorys

### Pochodzenie
Albert Camus urodził się w rodzinie potomków hiszpańskich osadników. Wychował się w biednej rodzinie żyjącej na przedmieściach stolicy kraju, Algieru. Był wychowywany jako katolik, jednak porzucił religię i stał się ateistą. Jest też określany mianem agnostyka. Jego matka, Catherine z domu Sintès, z pochodzenia Katalonka, była niepiśmienna. Jej rodzina wyemigrowała do Algierii w połowie XIX wieku, z hiszpańskiej wyspy Minorka w archipelagu Balearów. Ojciec pisarza, Lucien, był robotnikiem. Jego przodkowie przybyli do Algierii zapewne wkrótce po 1830 i należeli do grupy pierwszych francuskich osadników w północnej Afryce. Gdy Camus miał niespełna rok, w Europie wybuchła pierwsza wojna światowa. Ojciec zginął w walce z Niemcami w bitwie nad Marną w 1914. Albert był bramkarzem w juniorskiej drużynie futbolowej. Jego karierę sportową przerwało zachorowanie na gruźlicę. Po długotrwałym leczeniu Camus opuścił szpital, jednak do końca życia bał się nawrotu choroby.

### Wykształcenie
Albert Camus zdobył wykształcenie dzięki wychowawcy, który po długich staraniach uzyskał dla niego stypendium naukowe. Duże znaczenie miała w jego życiu znajomość z profesorem Louisem Germainem, który zachęcał młodego Alberta do nauki i podsuwał mu klasyczne dzieła literatury (pod wpływem jednej z tych lektur – Żywotów Cezarów Swetoniusza – Camus napisze później dramat Kaligula). Do kształtowania poglądów Camusa przyczynił się przede wszystkim jego nauczyciel filozofii ze szkoły średniej – Jean Grenier. W 1932 zdał maturę i wstąpił na Uniwersytet w Algierze, gdzie studiował filozofię i historię kultury antycznej.

### Zainteresowania
Kilka lat później zaczęły się jego pierwsze związki z polityką i dziennikarstwem. Na krótko wstąpił do Francuskiej Partii Komunistycznej, z której został jednak wydalony z powodu zbyt dużej różnicy zdań. Od 1937 do 1940 pracował jako dziennikarz w antykolonialnym dzienniku Alger Républicain.
Mniej więcej w tym samym okresie rozpoczęła się jego przygoda z teatrem. W 1936 wraz z przyjaciółmi założył bowiem „Théâtre du Travail” (Teatr Pracy), którego pierwsze przedstawienie (grano wówczas Czas pogardy André Malraux; później wystawiano tam Ajschylosa, Gorkiego i innych) okazało się wielkim sukcesem. Po jego rozwiązaniu Camus założył kolejny teatr o nazwie „L’Équipe”.

### Emigracja z Afryki
Camus wyjechał do Paryża w 1940, po ostrej krytyce jego artykułu. Gdy miasto zajęli Niemcy, przeniósł się do Lyonu, a stamtąd powrócił na krótko do Algierii i zamieszkał w Oranie. W 1942 przyjechał na stałe do Paryża i już nigdy nie powrócił do swojej ojczystej Algierii. W stolicy Francji Camus wspólnie z Pascalem Pia redagował podziemne czasopismo „Combat”. W tym okresie zaprzyjaźnił się z Jeanem-Paulem Sartrem. Przyjaźń ta urwała się po cyklu artykułów Camusa, które poróżniły go z obozem sławnego filozofa; wpływ jej był jednak na tyle silny, że zaczęto przypisywać Camusowi egzystencjalizm, przed czym on sam zaciekle się bronił.

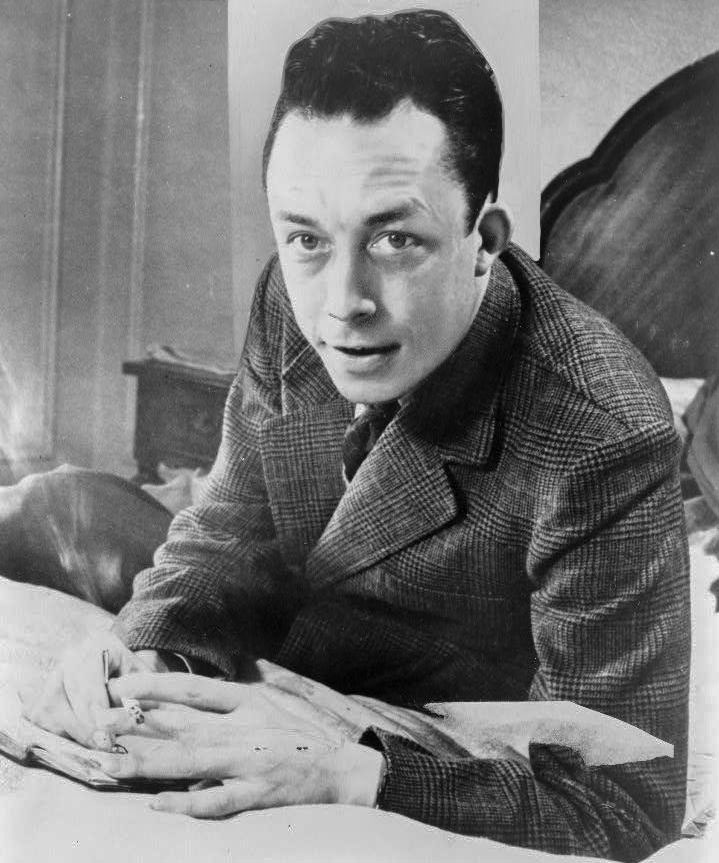
Albert Camus (1957)

W 1947 ostatecznie odciął się od dziennikarstwa i polityki, by móc w pełni oddać się teatrowi i pisarstwu. Wyjątek stanowi zbiór esejów Człowiek zbuntowany, w którym – wbrew modzie panującej wśród francuskich intelektualistów – poddał surowej krytyce stalinizm i ujawnił mało znane na Zachodzie fakty dotyczące masowych zbrodni komunistycznych w ZSRR.

### Laureat Nagrody Nobla
W 1957 otrzymał literacką Nagrodę Nobla za „ogromny wkład w literaturę, ukazującą znaczenie ludzkiego sumienia”. We Francji, gdzie Camus zyskał ogromną popularność, pisarz był pod koniec życia stale atakowany – za brak reakcji na wojnę w ojczystej Algierii, za brak zaangażowania lewicowego, za niemoralność jego książek.

Trzy lata po otrzymaniu Nagrody Nobla Camus – w wieku 46 lat – zginął w wypadku samochodowym, gdy wracał do Paryża wraz z przyjacielem i wydawcą Michelem Gallimardem. Gallimard stracił kontrolę nad samochodem, zjechał z drogi i uderzył w drzewo. Pisarz poniósł śmierć na miejscu. W torbie miał niedokończony szkic powieści Pierwszy człowiek.

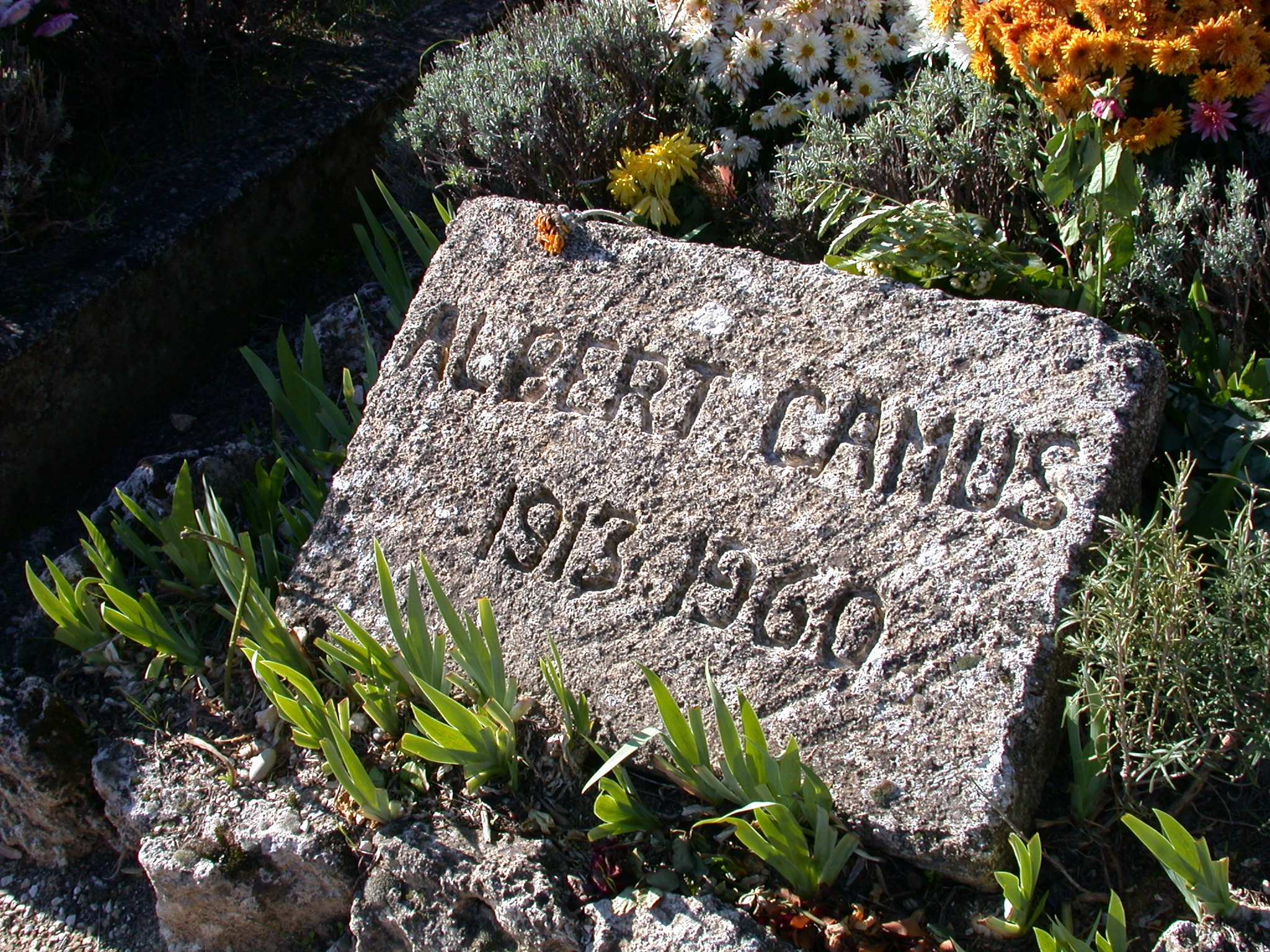
Grób Camusa w Lourmarin

## Twórczość
Camus używał pseudonimów Vincent Capable, Jean Meursault, Louis Neuville, Demos, Irenée. Utwory Camusa na język polski tłumaczyły Joanna Guze i Maria Zenowicz-Brandys.

### Klasyfikacja
Całą twórczość Camusa można dzielić według wielu kryteriów, z których najbardziej chyba znane są dwa tryptyki: Mit Syzyfa, do którego zaliczają się Mit Syzyfa, Obcy i Kaligula, oraz Mit Prometeusza: Człowiek zbuntowany, Dżuma, Nieporozumienie.
Dużo oczywistszym podziałem jest rozróżnienie na gatunki literackie. Mamy więc w jego spuściźnie powieści (Obcy, Dżuma, Upadek, Pierwszy człowiek), dramaty (Kaligula, Stan oblężenia, Nieporozumienie, Sprawiedliwi), eseje filozoficzne (począwszy od napisanej w 1936 Metafizyki chrześcijańskiej i neoplatonizmu, przez Mit Syzyfa, Prawą i lewą stronę, aż po Człowieka zbuntowanego) czy w końcu zbiory opowiadań (Wygnanie i królestwo, Lato).

### Poglądy zawarte w dziełach
Poglądy Camusa ewoluują od postawy buntu i heroicznego trwania, które jest tematem Mitu Syzyfa, aż do głębokiego humanizmu, któremu najpełniejszy wyraz daje w Dżumie.
Postacie Kaliguli oraz Meursaulta, bohatera Obcego, ukazują nie tylko konfrontację żelaznej logiki z ludzką zmysłowością i tak łatwo przyjmowanym światem, lecz odsłaniają dalsze źródła samotności człowieka; są istnymi dziełami o trwaniu nade wszystko. Obaj bohaterowie w końcu pragną śmierci, gdyż właśnie ona prowadzi do ich zwycięstwa – pojednania ze światem. Postrzegani jako szaleńcy, wykluczeni ze społeczeństwa czy to z powodu znikomości (Meursault), czy też wielkości (Kaligula) odgrywanej roli, porównani zostają do Syzyfa. Dramat Syzyfa nie polega na wiecznym trwaniu jego mozołu, ale na jego świadomości wiecznej porażki. Paradoksalnie, na tym też polega jego wielkość i bohaterstwo. Prawdopodobnie pod wpływem filozofii Wschodu, witalizmu śródziemnomorskiego i filozofii Fryderyka Nietzschego Camusowskiego Syzyfa – jak pisze w swoim eseju – trzeba wyobrażać sobie szczęśliwym. Nawiązania do tego tematu można odnaleźć np. w Dżumie czy w przemówieniu, które Camus wygłosił po odebraniu Nagrody Nobla.
Obraz bohaterów diametralnie zmienia się w drugim tryptyku, do którego należy Dżuma. Dominujące w utworze postacie – doktor Rieux (będący zresztą alter ego Camusa) i Tarrou – prezentują głębokie zaangażowanie w sprawy człowieka. Jedynym wyznacznikiem moralności jest zwykła uczciwość. Ona to każe przede wszystkim bronić człowieka i, co za tym idzie, nie zgadzać się na zło.
Innym tematem w twórczości Camusa jest osamotnienie człowieka wobec jego otoczenia, niemożność zrozumienia jego zamierzeń i intencji, niesłuszna ich interpretacja, nadinterpretacja nieraz; w efekcie ucieczka od człowieczeństwa – a to przecież jest dla Camusa dżumą.

## Albert Camus a Gustaw Herling-Grudziński
Po angielskim wydaniu Innego Świata Herlinga-Grudzińskiego z przedmową Bertranda Russella w 1951 r., do paryskiego wydawnictwa Gallimard został wysłany maszynopis powieści, który trafił w ręce Alberta Camusa, pracującego w tamtym czasie w wydawnictwie jako lektor.
Książka została przez wydawnictwo odrzucona. Jak podkreśla córka pisarza, Catherine Camus w rozmowie z Piotrem Kieżunem, stało się to jednak za sprawą André Malraux, a nie Camusa, który twórczość polskiego pisarza uważał sobie za bliską oraz sprzeciwiał się niewydaniu francuskiego przekładu.

## Dzieła (chronologicznie)
- Metafizyka chrześcijańska i neoplatonizm (Métaphysique chrétienne et Néoplatonisme, 1936) – esej filozoficzny
- Dwie strony medalu (L’Envers et l’Endroit, 1937) – eseje
- Kaligula (Caligula, 1938) – dramat, premiera 1944
- Gody (Noces, 1939) – eseje
- Mit Syzyfa (Le Mythe de Sisyphe, 1942) – esej
- Obcy (L’Étranger, 1942) – powieść
- Nieporozumienie (Le Malentendu, 1944) – dramat
- Listy do przyjaciela Niemca (Lettres à un ami allemand, 1945) – esej
- Dżuma (La Peste, 1947) – powieść
- Stan oblężenia (L’État de siège, 1948) – dramat
- Sprawiedliwi (Les Justes, 1950) – dramat
- Człowiek zbuntowany (L’Homme révolté, 1951) – esej
- Lato (L’Été, 1954) – eseje i szkice z lat 1939–1953.
- Upadek (La Chute, 1956) – powieść
- Poznań (1956) – przemówienie
- Wygnanie i królestwo (L’Exil et le royaume, 1957) – nowele
- Śmierć szczęśliwa (La Mort heureuse, 1971) – powieść (nieukończona, wydana pośmiertnie)
- Pierwszy człowiek (Le premier homme, 1994) – powieść (nieukończona, wydana pośmiertnie)
- Albert Camus, Maria Casarès. Correspondance inédite (1944–1959). Édition de Béatrice Vaillant. Collection Blanche, Gallimard. 09-11-2017.